# Sylvain Chicoine
Pour les articles homonymes, voir Chicoine.
Sylvain Chicoine (né le  19 juillet 1970 à Ville-Émard) est un représentant syndical et homme politique canadien. Il est député néodémocrate de la circonscription de Châteauguay—Saint-Constant de mai 2011 à octobre 2015.

## Études et vie professionnelle
Originaire du quartier Ville-Émard de Montréal, où il est né, il habite Delson depuis 2003 avec sa femme et ses trois enfants. 
Titulaire d'un diplôme en techniques policières du Collège de Maisonneuve, il entre à l'Université de Montréal comme agent de sécurité en 1995. Il s'engage dans la section syndicale locale, dont il est secrétaire-archiviste de 2004 à 2010.

## Engagement politique
Il adhère au Nouveau Parti démocratique en 2004, parallèlement à son engagement syndical. Il se présente pour la première fois lors de l'élection fédérale de 2011 et porte les couleurs du Nouveau Parti démocratique dans Châteauguay—Saint-Constant, un fief du Bloc québécois, dont les candidats sont élus sans discontinuer depuis la création du parti en 1993.
Porté par la « vague orange », il bat de façon inattendue la députée sortante Carole Freeman en obtenant plus de 52 % des suffrages. Devenu député, il est nommé porte parole adjoint de l'opposition officielle en matière de sécurité publique, de juin 2011 à avril 2012, puis d'anciens combattants d'avril 2012 à la fin de son mandat.
Aux élections générales de 2015, Sylvain Chicoine est candidat dans la nouvelle circonscription de Châteauguay—Lacolle. Il est battu par la libérale Brenda Shanahan.

### Résultats électoraux
|       | Candidat           | Parti              | # de voix | % des voix |
|       | André Turcôt       | Conservateur       | +05 756,  | 10,27 %    |
|       | (x) Carole Freeman | Bloc québécois     | +14 957,  | 26,7 %     |
|       | Linda Schwey       | Libéral            | +05 069,  | 9,05 %     |
|       | Sylvain Chicoine   | NPD                | +29 156,  | 52,04 %    |
|       | Clara Kwan         | Vert               | +00923,   | 1,65 %     |
|       | Linda Sullivan     | Marxiste-léniniste | +00162,   | 0,29 %     |
| Total | Total              | Total              | 56 023    | 100 %      |

|       | Candidat                   | Parti              | # de voix | % des voix |
|       | Philippe St-Pierre         | Conservateur       | +05 805,  | 11,21 %    |
|       | Sophie Stanké              | Bloc québécois     | +12 615,  | 24,36 %    |
|       | Brenda Shanahan            | Libéral            | +20 245,  | 39,1 %     |
|       | (sortant) Sylvain Chicoine | NPD                | +11 986,  | 23,15 %    |
|       | Jency Mercier              | Vert               | +00982,   | 1,9 %      |
|       | Linda Sullivan             | Marxiste-léniniste | +00149,   | 0,29 %     |
| Total | Total                      | Total              | 51 782    | 100 %      |

## Controverse
Le 7 novembre 2014, une ex-employée du NPD sous Sylvain Chicoine, poursuit ce dernier pour motifs de harcèlement en raison d’un autre collègue nommé David Cimon.
Elle allègue, entre-autres, que Sylvain Chicoine soutenait un environnement de travail ''empoisonné, malsain, toxique et humiliant'' en favorisant un employé masculin nomme David Cimon dans une cause de harcèlement. Ce collègue a un historique de plaintes auprès de ces derniers employeurs. Elle lui reproche son inaction envers le harcèlement qu'elle vit de la part son collègue, l'attitude misogyne et d'avoir mis une pression indue pour ultimement la renvoyer injustement lorsqu'elle a déposé sa plainte. Ce type de renvoi semble une méthode employée fréquemment par les députés de ce parti qui ont un taux élevés de plaintes d'anciens employés et particulièrement relié à du harcèlement.
En septembre 2014, à la suite du rejet de la plainte et celle de collègue,elle se voit offrir un nouvel emploi de commis qui est offert à tous les bénévoles au bureau du leader de l'opposition en tant que commis, à la condition de retirer sa poursuite contre le député Chicoine et de signer un engagement à ne pas poursuivre le NPD et Sylvain Chicoine à l'avenir.